# Опсерваторија Рожен
Опсерваторија Рожен (буг. Национална астрономическа обсерватория "Рожен", НАО-Рожен), међународна ознака 071, је бугарска национална астрономска опсерваторија која се налази на Родопским планинама, на надморској висини од 1759 метара, на врху „Рожен“ по коме је и добила име. Северно од опсерваторије од око 90 километара налази се град Пловдив а најближе место је удаљено 15 километара, Чепеларе. Опсерваторија се налази под надлежност „Института за астрономију“ који је у оквиру Бугарске академије наука. Опсерваторија је водећи астрономски истраживачки центар у Бугарској, који запошљава око 50 астронома. Опсерваторија је званично основана 13. марта 1981. године. 

## Телескопи
- 200 cm „Ричи Кретијен Куд“ телескоп (Ritchey-Chretien)
- 60 cm „Касегрин“ телескоп (Cassegrain)
- 50/70 cm „Шмид“ (Schmidt)
- 30 cm (MEADE)
- 18 cm Менискас-Касегрен (Meniscas Cassegrain)
- 15 cm Соларни коронограф